# Viagra Boys
Viagra Boys — шведская пост-панк- группа из Стокгольма.
Группа начала свою деятельность в 2015 году. Некоторые участники пришли из других шведских панк-групп, таких как Les Big Byrd, Pig Eyes и Nitad. В 2018 году они выпустили свой первый альбом под названием Street Worms. Нильс Ханссон, журналист газеты Dagens Nyheter, дал группе хороший отзыв. Ему понравился их музыкальный стиль и чувство юмора. Он оценил альбом на пять баллов из пяти.
В 2019 году группа получила награду "Альбом года" Ассоциации независимых музыкальных компаний (IMPALA) за альбом "Street Worms".
Второй альбом группы, Welfare Jazz, вышел в январе 2021 года.
Бенджамин Валле, сооснователь и бывший гитарист группы, умер в октябре 2021 года.

## Участники

### Нынешние участники
- Себастиан Мёрфи — вокал (2015—н. в.)
- Хенрик Хёкерт — бас-гитара (2015—н. в.)
- Тор Шёден — ударные, бэк-вокал (2015—н. в.)
- Оскар Карлс — саксофон, гитара (2017—н. в.)
- Элиас Юнгквист — семплирование, диджеинг, бонго, клавишные, бэк-вокал (2019—н. в.)
- Линус Хиллборг — гитара (2021—н. в.)

### Бывшие участники
- Бенджамин Валле — гитара (2015—2020; умер в 2021)
- Мартин Эренкрона — клавишные, семплирование, диджеинг (2015—2019)
- Расмус Боберг — гитара (2015—2017)

## Дискография

### Альбомы
- Street Worms (2018, YEAR0001)
- Welfare Jazz (2021, YEAR0001)
- Cave World (2022, YEAR0001)
- Viagr Aboys (2025, Shrimptech Enterprises)

### Мини-альбомы
- Consistency of Energy (2016, Push My Buttons)
- Call of the Wild (2017, Push My Buttons)
- Common Sense (2020, YEAR0001)

### Live-альбомы
- Shrimp Sessions (2019, YEAR0001)
- Shrimp Sessions 2 (2021, YEAR0001)

### Синглы
- "Sports" (2018, YEAR0001)
- "Just Like You" (2018, YEAR0001)
- "Ain't Nice" (2020, YEAR0001)
- "Creatures" (2020, YEAR0001)
- "In Spite of Ourselves" (with Amy Taylor) (2020, YEAR0001)
- "Girls & Boys" (2021, YEAR0001)
- "Ain't No Thief" (2022, YEAR0001)
- "Troglodyte" (2022, YEAR0001)
- "Punk Rock Loser" (2022, YEAR0001)
- "Big Boy" (with Jason Williamson) (2022, YEAR0001)
- "Man Made of Meat" (2025, Shrimptech Enterprises)
- "Uno II" (2025, Shrimptech Enterprises)
- "The Bog Body" (2025, Shrimptech Enterprises)